# 비디오 게임 목록
이 목록에서는 현재까지 나온 비디오 게임들을 종류별로 나누어 나열한다.

## 플랫폼별
에이콘
- 에이콘 일렉트론 게임 목록

애플 플랫폼
- 애플 II 게임 목록
- 애플 IIGS 게임 목록
- 아이폰 OS 게임 목록
- 매킨토시 게임 목록

암스타르드
- 암스타르드 CPC 게임 목록
- 암스타르드 PCW 게임 목록

아타리
- 아타리 2600 게임 목록
- 아타리 5200 게임 목록
- 아타리 7800 게임 목록
- 아타리 재규어 게임 목록
- 아타리 Lynx 게임 목록
- 아타리 ST 게임 목록
- 아타리 XEGS 게임 목록

반다이 (휴대용)
- 원더스완 게임 목록
- 원더스완 컬러 게임 목록

커먼도어
- 아미가 게임 목록
- 커먼도어 64 게임 목록
- 커먼도어 VIC-20 게임 목록

후지쯔
- FM 타운스 게임 목록

마이크로소프트
- DirectX 10 지원 게임 목록
- DirectX 11 지원 게임 목록
- 윈도우 타이틀 게임 목록
- 윈도우 라이브 타이틀 게임 목록
- MS-DOS 게임 목록
- MSX 게임 목록
- 윈도우 게임 목록
- 엑스박스 게임 목록
- 엑스박스 System Link 게임 목록
- 엑스박스 360 게임 목록
- 엑스박스 360 시스템 링크 게임 목록
- 엑스박스 360 온디맨드 게임 목록
- 엑스박스 Live 온 윈도우 7 게임 목록
- 키넥트 게임 목록
- 엑스박스 오리지널
- 엑스박스 라이브 아케이드 게임 목록

NEC
- PC 엔진 게임 목록
- PC-FX 게임 목록
- TurboGrafx-16 게임 목록
- TurboGrafx-CD 및 PC 엔진-CD 게임 목록

닌텐도 (거치형)
- 패밀리 컴퓨터 게임 목록
- 패밀리 컴퓨터 디스크 시스템 게임 목록
- 게임큐브 게임 목록
- 닌텐도 64 게임 목록
- 닌텐도 엔터테인먼트 시스템 게임 목록
- 새틀라뷰 브로드캐스트
- 슈퍼 패미콤 게임 목록
- 슈퍼 닌텐도 엔터테인먼트 시스템 게임 목록
- 버추얼 보이 게임 목록
- 버추얼 콘솔 게임 목록 (PAL 지역)
- 버추얼 콘솔 게임 목록 (일본)
- 버추얼 콘솔 게임 목록 (북미)
- Wii 게임 목록
- WiiWare 게임 목록
- 닌텐도 스위치 게임 목록

닌텐도 (휴대용)
- 게임 보이 게임 목록
- 게임 & 워치 게임 목록
- 게임 보이 어드밴스 게임 목록
- 게임 보이 컬러 게임 목록
- 닌텐도 DS 게임 목록
- 닌텐도 3DS 게임 목록
- DSiWare 게임 목록 및 애플리케이션
- 닌텐도 스위치 게임 목록

파나소닉
- 3DO 게임 목록

필립스
- CD-i 게임 목록

세가
- 드림캐스트 게임 목록
- 게임 기어 게임 목록
- 세가 CD 게임 목록
- 세가 32X 게임 목록
- 세가 마스터 시스템 게임 목록
- 세가 메가드라이브의 게임 목록
- 세가 새턴 게임 목록
- 텍토이 마스터 시스템 콜렉션 131 게임 목록

싱클레어
- 싱클레어 QL 게임 목록
- ZX 스펙트럼 게임 목록

SNK
- 네오지오 게임 목록
- 네오지오 포켓 컬러 게임 목록

소니
- 플레이스테이션 게임 목록
- 플레이스테이션 2 게임 목록
- 플레이스테이션 3 게임 목록
- 플레이스테이션 4 게임 목록
- 플레이스테이션 5 게임 목록
- 플레이스테이션 VR 게임 목록
- 플레이스테이션 네트워크 게임 목록
- 플레이스테이션 포터블 게임 목록
- PS원 클래식스
- Sony 픽쳐 모바일 게임 목록

탠디
- TRS-80 게임 목록

스팀
- 밸브 코퍼레이션 게임 목록

기타 플랫폼
- PC 부스터 게임 목록
- 콜레코비전 게임 목록
- 기즈모도 게임 목록
- 커먼셜 GP32 게임 목록
- HP3000 게임 목록
- 인텔리비전 게임 목록
- N-게이지 게임 목록

## 퍼블리셔 별
- 액티비전 비디오 게임 목록
- 아타리 게임 목록
- 아타리 SA 게임 목록
- 아틀러스 게임 목록
- 블리자드 엔터테인먼트 게임 목록
- 캠콤 게임 목록
- 싸이게임즈 게임 목록
- 디즈니 인터렉티브 스튜디오 게임 목록
- 일렉트로닉 아츠 게임 목록
- 킹의 게임 목록
- 코에이 게임 목록
- 코지마 프로덕션 게임 목록
- 코나미 게임 목록
- 남코 게임 목록
- 닌텐도 게임 목록
  - 닌텐도 제품 목록
- 록스타 게임 목록
- 세가 게임 목록
- SNK 게임 목록
- 소니 인터렉티브 엔터테인먼트 비디오 게임 목록
- 유비소프트 게임 목록
- 엑스박스 게임 스튜디오 비디오 게임 목록

## 특징 별
- 스폰 버전 컴퓨터 게임 목록
- 증강 현실 게임 목록
- 스테레오스코픽 비디오 게임 목록
- 크로스 플랫폼을 지원하는 비디오 게임 목록

## 장르 별
액션
- 비트 엠 업 게임 목록
- 격투 게임 목록
- 1인칭 슈팅 게임 목록
- 자유 1인칭 슈팅 게임 목록
- 라이트 건 게임 목록
- 플랫폼 게임 목록
- 3인칭 슈팅 게임 목록

캐주얼
- 파티 게임 목록
- 퍼즐 게임 목록
  - 메이즈 게임 목록
  - 테트리스 변종
- 퀴즈 아케이드 게임 목록

롤플레잉
- 컴퓨터 롤플레잉 게임 목록
- 콘솔 롤플레잉 게임 목록
- 전략 롤플레잉 게임 목록
- 대규모 멀티플레이어 온라인 롤플레잉 게임 목록
  - 대규모 멀티플레이어 온라인 롤플레잉 게임 비교 목록
  - 텍스트 기반 다중 접속 롤플레잉 게임 목록
- 로그라이크 게임 목록

시뮬레이션
- 비즈니스 시뮬레이션 게임 목록
- 도시 건설 게임 목록
- 갓 게임 목록
- 시뮬레이션 게임 목록
- 우주 비행 시뮬레이터 게임 목록

스포츠
- 야구 게임 목록
- 포뮬러 원 게임 목록
- 골프 게임 목록
- 배구 게임 목록

전략
- 4X 게임 목록
- 포병전 게임 목록
- 대규모 전략 비디오 게임 목록
- 다중 멀티플레이 온라인 전략 비디오 게임 목록
- 실시간 전략 게임 목록
- 실시간 전술 게임 목록
- 전술 롤플레잉 게임 목록
- 텐제 전략 게임 목록
- 턴제 전술 게임 목록
- 체스 게임 목록

기타
- 에로게 목록
- 아케이드 게임 목록
- 장르별 기독교 관련 게임 목록
- 그래픽 어드벤처 게임 목록
- 플랫폼 게임 목록

## 적용 기술 별
- 셀 셰이딩 기술이 적용된 비디오 게임 목록

## 라이선스 별
- 프리웨어 비디오 게임 목록
  - 1인칭 슈팅 게임 프리웨어 게임 목록
- 오픈 소스 비디오 게임 목록
- 프리웨어로 발매된 상업용 게임 목록
- 소스 코드 이용이 가능한 상업용 비디오 게임 목록
- 크로스오버 비디오 게임 목록
- 일본 애니메이션 혹은 만화를 기반으로 한 비디오 게임 목록
- 카툰을 기반으로 한 비디오 게임 목록
- 미국 만화를 기반으로 한 비디오 게임 목록
- DC 코믹스를 기반으로 한 비디오 게임 목록
- 영화를 기반으로 한 비디오 게임 목록

## 기타
- 국가별 판매 금지된 게임 목록
- 가장 많이 판매된 게임 목록
  - 가장 많이 판매된 게임 시리즈 목록
- 상업적으로 실패한 게임 목록
- 베이퍼웨어화된 게임 목록
- 한정판이 발매된 게임 목록
- 매우 부정적인 평가를 받은 게임 목록
- 플레잉 시간이 매우 짧은 게임 목록

## 같이 보기
- 비디오 게임 분류
- 게임기 목록
- 게임 관련 웹사이트 목록